# Soucht
Soucht là một xã trong vùng Grand Est, thuộc tỉnh Moselle, quận Sarreguemines, tổng Rohrbach. Tọa độ địa lý của xã là 48° 57' vĩ độ bắc, 07° 20' kinh độ đông. Soucht nằm trên độ cao trung bình là 351 mét trên mực nước biển, có điểm thấp nhất là 247 mét và điểm cao nhất là 398 mét. Xã có diện tích 10,75 km², dân số vào thời điểm 1999 là 1188 người; mật độ dân số là 110 người/km².

## Thông tin nhân khẩu
| 1962 | 1968 | 1975 | 1982 | 1990 | 1999 |
| ---- | ---- | ---- | ---- | ---- | ---- |
| 1231 | 1304 | 1318 | 1304 | 1255 | 1188 |